# پیا کولمبو
پیا کولمبو (فرانسوی: Pia Colombo‎; ۶ ژوئیهٔ ۱۹۳۴ – ۱۶ آوریل ۱۹۸۶) بازیگر تئاتر، و خواننده اهل فرانسه بود.
از فیلم‌ها یا برنامه‌های تلویزیونی که وی در آنها نقش داشته‌است می‌توان به رژه، اوه! چه جنگ دلپذیری اشاره کرد.